# Cardionema camphorosmoides
Cardionema camphorosmoides là loài thực vật có hoa thuộc họ Cẩm chướng. Loài này được (Cambess.) A.Nelson & J.F.Macbr. mô tả khoa học đầu tiên năm 1913.